# Высокий (Харьковская область)
Высо́кий (укр. Високий) — посёлок городского типа в Харьковской области Украины.
Является административным центром Высочанского поселкового совета, в который, кроме того, входит посёлок Новая Берёзовка.

## Географическое положение
Посёлок городского типа Высокий находится между городом Пивденное и пгт Покотиловка.
На расстоянии в 3 км протекает река Ржавчик и в 4-х км — река Мерефа.
К посёлку примыкают посёлок Новая Березовка и село Ржавец.
Через посёлок проходит часть харьковской окружной дороги, автомобильная дорога М-18 (E 105), а также железная дорога, имеющая на территории посёлка три остановочные платформы Научный, Высокий, Зелёный Гай.
Посёлок окружают лесные массивы (дуб).

## История
- 1904 год — основан Высокий — дачный посёлок служащих Южной железной дороги[1].
- В 1920-х — 1930-х гг. Ильинский храм посёлка был канонично православным и принадлежал Харьковской и Ахтырской епархии РПЦ[4]; священником в 1932 году был Иоанн Александрович Речкин, 1872 года рождения[4].
- 1938 год — присвоен статус посёлок городского типа.
- 1941, конец октября — оккупирован нацистским вермахтом.
- 1943, 29 августа[5] — освобождён Советской армией.
- В годы войны 968[6] жителей посёлка воевали на фронтах в рядах Советской армии; из них погибли, минимум, 124 воина; все, пришедшие с войны, были награждены боевыми орденами и медалями СССР[6].
- В 1964 году посёлки Зелёный Гай (Харьковская область), Научный (Харьковская область), Новый Высокий и Отдых (хутор) вошли в состав посёлка Высокий.
- В 1966 году в посёлке были два санатория, дом отдыха, детдом, 2 библиотеки, больница.
- В 1993 году в посёлке действовали больница, аптека (№ 110), баня, две библиотеки, бюро технической инвентаризации, водонасосная станция, газовое хозяйство, детский сад, дома отдыха «Высокий» и «Кемпинг», пять кооперативов, коммунхоз, 11 магазинов (девять Мерефянского горторга и два совхозрабкоопа «Красный партизан»), мастерская бытового обслуживания населения, комбинат питания, поселковый Совет народных депутатов, 10 пионерских лагерей («Василёк», харьковской фабрики «Динамо», «Дозор», «Здоровье», «Красная гвоздика», «Лесная поляна», «Лесная тропинка», «Лира», «Чайка», «Юность»); два почтовых отделения, два профилактория — заводов имени Малышева и Шевченко, телефонная станция, две поликлиники — взрослая и детская, ПМК-2 Комаровского молокозавода, пост ГАИ, два санатория — № 5 ЦРБ Октябрьского района и № 7 ЦРБ Дзержинского района, сберкасса, спортивная база ФК «Металлист», склад УКС облисполкома, водопроводное хозяйство, зелёное хозяйство, жилищно-коммунальное хозяйство (ПУЖКХ), три средних школы (№ 1,2 и Зеленогайская), Зеленогайская школа-интернат, электросеть, энергонадзор, два ясли-сада[7].
- 7 апреля 2025 года уже недействующая база отдыха «Высокий» подверглась ночной атаке баллистической ракеты «Искандер-М», выпущенной с территории России (известно о трёх пострадавших).

## Население
- В 1966 году население составляло 15 200 человек.
- В 1976 году население составило 17 тысяч человек.[6]
- В январе 1989 года численность населения составляла 13246 человек[8].
- По данным переписи 2001 года — 11415 человек.
- На 1 января 2013 года население составляло 10 546 человек[9].

## Экономика
- ДП «Санаторий „Высокий“» ПрАТ «Укрпрофздравница»

## Объекты социальной сферы
- Общеобразовательная школа I—III ступеней № 1, пгт. Высокий (старый район).
- Общеобразовательная школа I—III ступеней № 2, пгт. Высокий (новый район).
- Общеобразовательная школа I—III ступеней № 3, пгт. Высокий (Зеленогайский район).
- При СССР в посёлке действовал дом отдыха «Высокий» ВЦСПС, расположенный «на живописной холмистой местности», при котором были два пруда.[10] Один день пребывания здесь в 1953 году стоил 20 советских рублей.[10]

## Религия
- Свято-Ильинский православный храм УПЦ МП.
- Церковь Евангельских Христиан -баптистов
- Секта "Сторожевая Башня"

## Спорт
- В Высоком находится учебно-тренировочная база харьковского футбольного клуба «Металлист 1925»[11].

## Достопримечательности
- Военное кладбище советских воинов. 1 братская и 14 индивидуальных могил. Среди похороненных в братской могиле — Ощепков А. И. — Герой Советского Союза. Похоронено 35 воинов.
- Памятный знак Ощепкову О. И. — Герою Советского Союза.
- Памятный знак воинам-землякам, погибшим на фронтах Великой Отечественной войны. 1941—1945 гг.
- Братская могила советских воинов. Похоронено 58 воинов.
- Дом-музей Гната Хоткевича (украинский музыкант, писатель, историк, композитор, искусствовед, этнограф, педагог, театральный и общественно-политический деятель, 1877—1938).